# Grand Prix moto d'Australie 2009
Le  Grand Prix moto d'Australie 2009 est la quinzième manche du championnat du monde de vitesse moto 2009. La compétition s'est déroulée du 16 au 18 octobre 2009 sur le circuit de Phillip Island devant plus de 50 094 spectateurs.
C'est la 21e édition du Grand Prix moto d'Australie.
Grâce à sa victoire, Julian Simon a remporté le titre de champion du monde 125 cm³.

## Résultat des MotoGP
| Pos | Num | Pilote           | Moto     | Tours | Temps/Écart     | Grille | Points |
| --- | --- | ---------------- | -------- | ----- | --------------- | ------ | ------ |
| 1   | 27  | Casey Stoner     | Ducati   | 27    | 40 min 56 s 651 | 1      | 25     |
| 2   | 46  | Valentino Rossi  | Yamaha   | 27    | +1 s 935        | 2      | 20     |
| 3   | 3   | Dani Pedrosa     | Honda    | 27    | +22 s 618       | 3      | 16     |
| 4   | 15  | Alex De Angelis  | Honda    | 27    | +32 s 702       | 6      | 13     |
| 5   | 5   | Colin Edwards    | Yamaha   | 27    | +35 s 885       | 5      | 11     |
| 6   | 4   | Andrea Dovizioso | Honda    | 27    | +38 s 842       | 10     | 10     |
| 7   | 33  | Marco Melandri   | Kawasaki | 27    | +44 s 461       | 14     | 9      |
| 8   | 14  | Randy de Puniet  | Honda    | 27    | +44 s 941       | 8      | 8      |
| 9   | 36  | Mika Kallio      | Ducati   | 27    | +54 s 345       | 12     | 7      |
| 10  | 24  | Toni Elias       | Honda    | 27    | +1 min 01 s 205 | 11     | 6      |
| 11  | 7   | Chris Vermeulen  | Suzuki   | 27    | +1 min 05 s 417 | 15     | 5      |
| 12  | 65  | Loris Capirossi  | Suzuki   | 27    | +1 min 05 s 950 | 13*    | 4      |
| 13  | 41  | Gabor Talmacsi   | Honda    | 27    | +1 min 17 s 951 | 16     | 3      |
| 14  | 41  | James Toseland   | Yamaha   | 27    | +1 min 17 s 985 | 17     | 2      |
| 15  | 69  | Nicky Hayden     | Ducati   | 26    | + 1 tour        | 7      | 1      |
| Ab. | 99  | Jorge Lorenzo    | Honda    | 1     | Accident        | 4      |        |
| DNS | 88  | Niccolò Canepa   | Ducati   |       |                 |        |        |

* Loris Capirossi débute la course en fond de grille pour avoir changé de moto.

## Résultat des 250 cm³
| Pos | Num | Pilote              | Moto    | Tours | Temps/Écart     | Grille | Points |
| --- | --- | ------------------- | ------- | ----- | --------------- | ------ | ------ |
| 1   | 58  | Marco Simoncelli    | Gilera  | 18    | 28 min 17 s 403 | 2      | 25     |
| 2   | 40  | Héctor Barberá      | Aprilia | 18    | +2 s 434        | 5      | 20     |
| 3   | 35  | Raffaele De Rosa    | Honda   | 18    | +2 s 604        | 1      | 16     |
| 4   | 16  | Jules Cluzel        | Aprilia | 18    | +12 s 118       | 12     | 13     |
| 5   | 63  | Mike Di Meglio      | Aprilia | 18    | +12 s 192       | 6      | 11     |
| 6   | 17  | Karel Abraham       | Aprilia | 18    | +12 s 413       | 11     | 10     |
| 7   | 4   | Hiroshi Aoyama      | Honda   | 18    | +12 s 455       | 3      | 9      |
| 8   | 55  | Hector Faubel       | Honda   | 18    | +13 s 112       | 9      | 8      |
| 9   | 14  | Ratthapark Wilairot | Honda   | 18    | +13 s 560       | 7      | 7      |
| 10  | 19  | Álvaro Bautista     | Aprilia | 18    | +27 s 779       | 10     | 6      |
| 11  | 12  | Thomas Luthi        | Aprilia | 18    | +28 s 222       | 15     | 5      |
| 12  | 52  | Lukas Pesek         | Aprilia | 18    | +28 s 657       | 14     | 4      |
| 13  | 6   | Alex Debon          | Aprilia | 18    | +33 s 892       | 4      | 3      |
| 14  | 73  | Shuhei Aoyama       | Honda   | 18    | +38 s 779       | 16     | 2      |
| 15  | 48  | Shoya Tomizawa      | Honda   | 25    | +40 s 529       | 18     | 1      |
| 16  | 11  | Balázs Németh       | Aprilia | 18    | +1 min 23 s 200 | 21     |        |
| 17  | 8   | Bastién Chesaux     | Aprilia | 18    | +1 min 24 s 298 | 24     |        |
| 18  | 10  | Imre Tóth           | Aprilia | 17    | + 1 tour        | 23     |        |
| 19  | 53  | Valentin Debise     | Honda   | 17    | + 1 tour        | 22     |        |
| Ab. | 15  | Roberto Locatelli   | Gilera  | 18    | +30 s 515*      | 17     |        |
| Ab. | 7   | Axel Pons           | Aprilia | 16    | Abandon         | 19     |        |
| Ab. | 25  | Alex Baldolini      | Aprilia | 15    | Abandon         | 13     |        |
| Ab. | 75  | Mattia Pasini       | Aprilia | 7     | Accident        | 8      |        |
| Ab. | 56  | Vladimir Leonov     | Aprilia | 7     | Abandon         | 20     |        |

* Le drapeau rouge arrêta la course après 18 tours après la chute de Roberto Locatelli.

## Résultat des 125 cm³
| Pos | Num | Pilote             | Moto    | Tours | Temps/Écart     | Grille | Points |
| --- | --- | ------------------ | ------- | ----- | --------------- | ------ | ------ |
| 1   | 60  | Julian Simon       | Aprilia | 23    | 37 min 55 s 798 | 3      | 25     |
| 2   | 38  | Bradley Smith      | Aprilia | 23    | +0 s 313        | 5      | 20     |
| 3   | 11  | Sandro Cortese     | Derbi   | 23    | +2 s 057        | 7      | 16     |
| 4   | 44  | Pol Espargaro      | Derbi   | 23    | +2 s 161        | 1      | 13     |
| 5   | 24  | Simone Corsi       | Aprilia | 23    | +2 s 330        | 4      | 11     |
| 6   | 18  | Nicolas Terol      | Aprilia | 23    | +3 s 239        | 2      | 10     |
| 7   | 7   | Efren Vazquez      | Derbi   | 23    | +3 s 290        | 11     | 9      |
| 8   | 29  | Andrea Iannone     | Aprilia | 23    | +12 s 820       | 8      | 8      |
| 9   | 93  | Marc Márquez       | KTM     | 23    | +22 s 355       | 6      | 7      |
| 10  | 33  | Sergio Gadea       | Aprilia | 23    | +22 s 602       | 16     | 6      |
| 11  | 45  | Scott Redding      | Aprilia | 23    | +29 s 181       | 24     | 5      |
| 12  | 77  | Dominique Aegerter | Derbi   | 23    | +29 s 199       | 17     | 4      |
| 13  | 99  | Danny Webb         | Aprilia | 23    | +29 s 222       | 21     | 3      |
| 14  | 94  | Jonas Folger       | Aprilia | 23    | +29 s 369       | 23     | 2      |
| 15  | 35  | Randy Krummenacher | Aprilia | 23    | +29 s 461       | 22     | 1      |
| 16  | 14  | Johann Zarco       | Aprilia | 23    | +29 s 709       | 19     |        |
| 17  | 8   | Lorenzo Zanetti    | Aprilia | 23    | +31 s 251       | 13     |        |
| 18  | 73  | Takaaki Nakagami   | Aprilia | 23    | +32 s 482       | 14     |        |
| 19  | 39  | Luis Salom         | Aprilia | 23    | +58 s 333       | 25     |        |
| 20  | 88  | Michael Ranseder   | Aprilia | 23    | +58 s 485       | 20     |        |
| 21  | 71  | Tomoyoshi Koyama   | Loncin  | 23    | +1 min 19 s 017 | 15     |        |
| 22  | 53  | Jasper Iwema       | Honda   | 23    | +1 min 23 s 621 | 26     |        |
| 23  | 21  | Jakub Kornfeil     | Loncin  | 23    | +1 min 23 s 731 | 27     |        |
| 24  | 97  | Brad Gross         | Yamaha  | 22    | + 1 tour        | 29     |        |
| 25  | 10  | Luca Vitali        | Aprilia | 22    | + 1 tour        | 28     |        |
| 26  | 87  | Luca Marconi       | Aprilia | 22    | + 1 tour        | 31     |        |
| 27  | 54  | Andrew Lawson      | Honda   | 22    | + 1 tour        | 33     |        |
| 28  | 87  | Levi Day           | Honda   | 22    | + 1 tour        | 32     |        |
| Ab. | 12  | Esteve Rabat       | Aprilia | 21    | Abandon         | 10     |        |
| Ab. | 96  | Nicky Diles        | Aprilia | 7     | Abandon         | 30     |        |
| Ab. | 17  | Stefan Bradl       | Aprilia | 2     | Accident        | 12     |        |
| Ab. | 6   | Joan Olivé         | Derbi   | 2     | Abandon         | 9      |        |
| Ab. | 16  | Cameron Beaubier   | KTM     | 2     | Accident        | 18     |        |